# Junzō Yoshimura

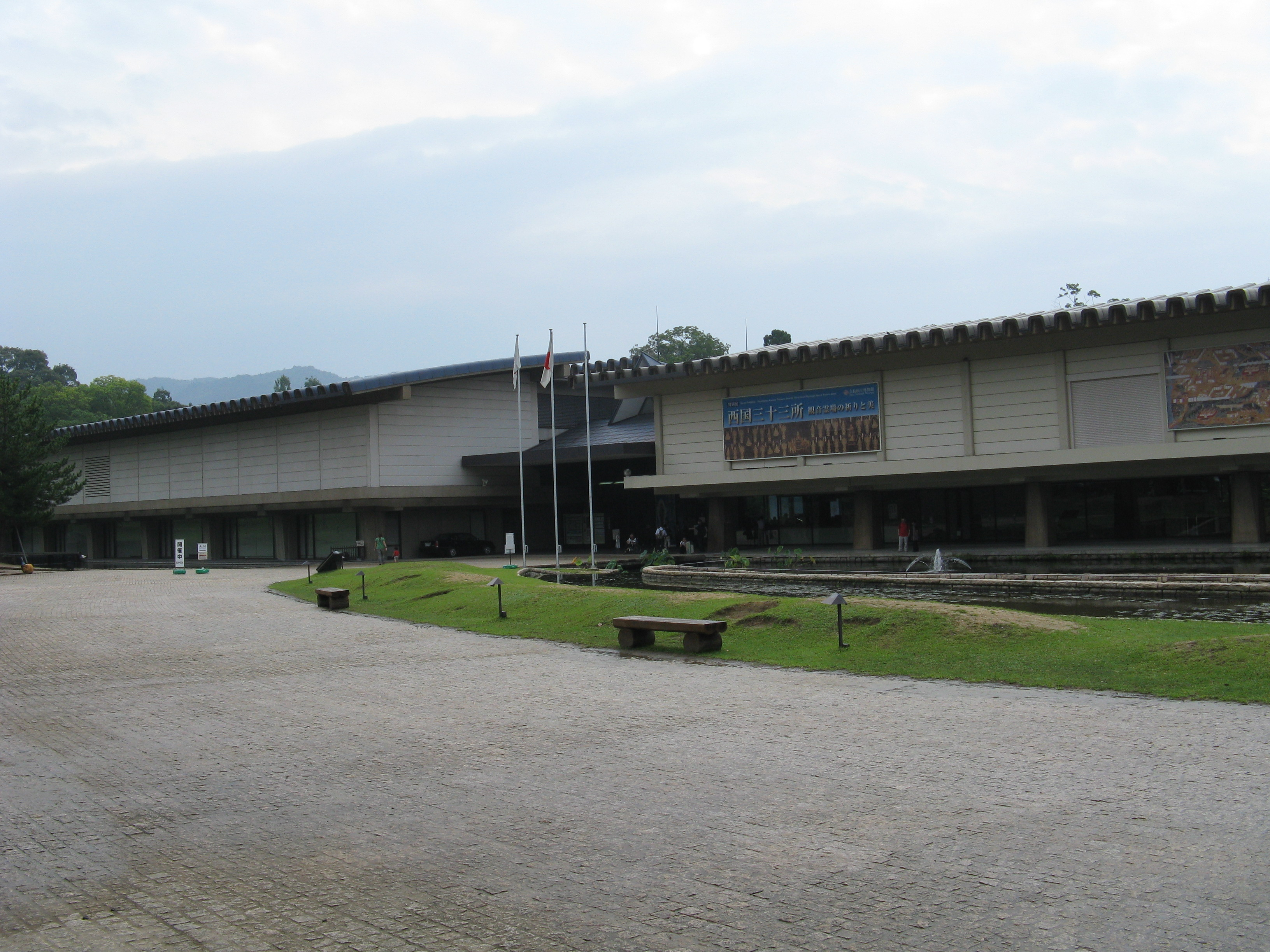
Museu Nacional de Nara

Junzō Yoshimura (吉村 順三, Yoshimura Junzō, 7 de setembro de 1908 — 11 de abril de 1997) foi um arquiteto e professor japonês.

## Biografia
Nascido em Tóquio, Yoshimura graduou-se pelo Departamento de Arquitetura da então Escola Tóquio de Arte, em 1931. Trabalhou no estúdio do arquiteto Antonin Raymond até fundar seu próprio escritório em Tóquio, no ano de 1941. Mais tarde, começou a ensinar na mesma escola em que se formora.
Em seus projetos residenciais, Yoshimura procurava aliar tranquilidade e harmonia com a preocupação primária em satisfazer as necessidades de seus moradores, resultando em um estilo de vida confortável. Para isso, utilizava técnicas e materiais tradicionais, criando espaços íntimos com tetos baixos.
Dentre os principais trabalhos de Yoshimura estão o Museu Tikotin de Arte Japonesa (1959) em Haia; uma parte do Palácio Imperial de Tóquio (1968); a Sociedade Japonesa de Nova Iorque (1969-1971); as alas leste e oeste do Museu Nacional de Nara (1972); e o prédio da embaixada noruguesa em Tóquio.